# Jerzy I (książę Saksonii-Meiningen)
Jerzy I książę Saksonii-Meiningen (ur. 4 lutego 1761 we Frankfurcie n. Menem, zm. 24 grudnia 1803 w Meiningen) – książę z dynastii Saksonia-Meiningen, panujący od 1782 do 1803 w księstwie Saksonii-Meiningen.
Jeden z najbardziej znanych przedstawicieli dynastii z Saksonii-Meiningen, rządzący swoim księstwem zgodnie z zasadami oświeconego absolutyzmu. Przyczynił się do rozwoju oświaty, rolnictwa i leśnictwa.
Jego rodzicami byli Antoni Ulryk oraz księżna Charlotte Amalie z Hesji-Philipsthal. Ojciec zmarł, gdy miał 2 lata. Do 1779 (dopóki nie ukończył 18 lat) regencję w jego imieniu sprawowała jego matka. Do wczesnej śmierci swojego starszego brata – Karola Wilhelma w 1782 – rządził wspólnie z bratem.
W 1782 ożenił się z (dwa lata młodszą) księżniczką Luizą Eleonorą zu Hohenlohe-Langenburg. W tym samym roku założył w Meiningen ogród angielski. Kontynuował przebudowę Meiningen na reprezentacyjne miasto-rezydencję. Przebudował również Bad Liebenstein i zamek Altenstein.
W 1800 założył szkołę leśną. Rozpoczął budowę późniejszego Gymnasium Bernhardinum, które ustanowił na cześć syna Bernarda. Założył również szkołę dla uboższych mieszkańców Meiningen. Udostępnił bibliotekę i zbiory sztuki dla publiczności. Zajmował się również sprawami kościelnymi. W 1789 powołał na swojego sekretarza znanego kompozytora Johanna Fleischmanna. Był także członkiem masonerii.
Zmarł przedwcześnie, w Wigilię Bożego Narodzenia, mając 42 lata, wskutek choroby. Regencję w imieniu syna przejęła żona-wdowa Luiza Eleonora.
Pozostawił po sobie:
- córkę Adelajdę (1792–1849) – żonę króla Anglii Wilhelma IV,
- córkę Idę (1794–1852) – żonę księcia Karola Bernarda z Saksonii-Weimar-Eisenach (1792–1862),
- syna Bernarda (1800–1882).